# Biegonity
Biegonity [bjɛɡɔˈnitɨ] (tiếng Đức: Begnitten) là một khu định cư ở khu hành chính của Gmina Bisztynek, trong hạt Bartoszycki, Warmińsko-Mazurskie, ở miền bắc Ba Lan. Nó nằm khoảng 6 kilômét (4 mi) về phía tây của Bisztynek, 19 km (12 mi) phía nam Bartoszyce và 40 km (25 mi) về phía đông bắc của thủ đô khu vực Olsztyn.